# З нею до Нашозем'я
З нею до Нашозем'я: Продовження Їїзем'я — феміністичний фантастичний роман і соціологічний коментар, написаний Шарлоттою Перкінс Гілмен. Роман є продовженням Їїзем'я (1915), і починається одразу після подій в попередньому творі, коли Террі, Ван і Елладор подорожують з Їїзем'я до «Нашозем'я» (сучасного світу 1915-16). Більшість роману розповідає про подорожі Вана та Елладора світом, зокрема Сполученими Штатами, причому Ван курує їхніми дослідженнями сучасного на той час світу, тоді як Елладор пропонує свої коментарі та «рецепти» з точки зору Їїзем'я, обговорюючи такі теми, як Перша світова війна, зв'язування ніг у Китаї, освіта, політика, економіка, расові та гендерні відносини.
Як і Їїзем'я, З нею до Нашозем'я спочатку був опублікований як серійний роман у самвидавному журналі Гілман, The Forerunner, щомісячними частинами, починаючи з січня 1916 року (останній розділ їїзем'я був опублікований у грудні 1915 року). Незважаючи на те, що З нею до Нашозем'я видавалися серійно й без перерв, З нею до Нашозем'я було перевидано окремою книгою лише в 1997 році, через вісімнадцять років після перевидання Їїзем'я. Хоча більша частина роману розгортається в сучасному світі 1915—1916 років, через його зв'язок з Їїзем'ям його часто вважають частиною «утопічної трилогії» разом із «Пересуненням гори» (1911) і Їїзем'ям , хоча сама Гілман ніколи не вказувала на структуру «трилогії».

## Публікація
Після завершення розповіді про Їїзем'я в грудневому випуску The Forerunner за 1915 рік Гілман зазначила, що: «Продовження „Їїзем'я“ під назвою „З нею в Нашозем'я“ з'являтиметься серійно в THE FORERUNNER за 1916 рік». [sic] Дванадцять розділів «З нею в Нашозем'я» публікувалися серійно в дванадцяти щомісячних випусках The Forerunner, починаючи з січня 1916 року; роман завершився в останньому номері періодичного видання Гілман, яке припинило виходити в грудні 1916 року.
І Їїземя, і Нашозем'я канули в невідомість у середині десятиліть ХХ століття. У 1968 році повний тираж The Forerunner був перевиданий Greenwood Reprints як частина Radical Periodicals in the United States, 1890—1960, включаючи текст Їїземя і Нашозем'я. Проте лише після перевидання оповідання Гілман «Жовті шпалери» в 1973 році інтерес до її творчості зріс, що призвело до перевидання в 1979 році Їїзем'я як окремого роману в Pantheon Books. Незважаючи на збільшення критичної та наукової роботи, яку отримали літературні твори Гілмен, «З нею до Нашозем'я» залишався відносно невідомим. У вступі Енн Дж. Лейн 1979 року в Pantheon до видання Herland згадувалося про існування продовження та навіть цитувалися уривки з З нею до Нашозем'я. У своєму вступі Лейн припустила, що Їїзем'я і З нею до Нашозем'я становлять дві другі книги «Утопічної трилогії» разом із «Пересуненням гори» (1911), яка також серійно публікувалась у «Передтечі» кількома роками раніше. Проте, «Пересуненням гори» не було повторно видано окремою книгою до 1997 року. Відтоді її кілька разів перевидавали, зазвичай у складі антологій «Утопічної трилогії».

## Критичний прийом
Через великий проміжок між перевиданням Їїзем'я і З нею до Нашозем'я критична реакція на З нею до Нашозем'я була відносно слабкою порівняно з реакцією Їїзем'я. Загалом критики вважали що «З нею до Нашозем'я» є слабшим романом, ніж його попередник. Дидактичну структуру оповіді часто критикують як менш привабливу, ніж у Їїземя, тоді як деякі думки, запропоновані Гілмен, зазвичай у формі «рецептів» Елладора, вважаються багатьма вченими проблемними. Таким чином, «З нею до Нашозем'я» часто ігнорується або не помічається в науці про роботу Гілмен.

## Жанр
І Їїзем'я, і Нашозем'я часто включаються (разом з Пересуненням гори) до «Утопічної трилогії» серійних романів, написаних Гілмен і опублікованих у The Forerunner, присвячених подібній тематиці, і, як правило, належать до жанру утопії та антиутопії. художньої літератури та брав участь у головній хвилі утопічної літератури, яка характеризувала кінець дев'ятнадцятого та початок двадцятого століть.
Хоча більша частина оповіді в «З нею до Нашозем'я» відбувається в сучасному світі 1915—1916 років, у романі використовуються герої та ситуації з Їїзем'я, щоб створити контрасти між ідеалізованим баченням Гілмен феміністичного суспільства, зображеним у Їїзем'ї, та темнішими реаліями реальний зовнішній світ, де домінують чоловіки. Точка зору «Їїзем'я» використовується для створення коментарів і критики «Нашозем'я». Разом ці два твори складають «композитивну утопію». Зрештою, роман закінчується тим, що головні герої повертаються до утопічного Їїзем'я, визначивши, що Нашозем'я ще не настільки просунулося, щоб герландці могли знову приєднатися до решти суспільства, що пропонує читачам виклик допомогти створити світ, у якому їїземці та їїземки почувалися б бажаними.

## Соціологія
Перевидання «З нею до Нашозем'я» 1997 року є незвичайним у своєму акценті на соціологічних аспектах роману. Редакторка Мері Джо Діган, професорка соціології, зазначає у своєму вступі, що, хоча найбільша сучасна увага до творчості Гілмен походить від літературної критики та феміністичних досліджень, Гілмен була соціологинею, яку визнавали її сучасники, і що «Нашозем'я» має користь від читання як твір соціології.

## Конспект
«З нею до Нашозем'я» починається там, де закінчується його попередник «Їїзем'я»: Вандік Дженнінгс, його новоспечена дружина з Їїзем'я Елладор і вигнаний Террі Ніколсон прямують літаком і моторним катером із Їїзем'я назад у зовнішній світ. (Нашозем'я, як розповідає персонаж Дженнінгс.) У неназваному східному морському порту троє сідають на борт корабля до Сполучених Штатів. Однак їхній корабель розбитий штормом; троє мандрівників шукають альтернативний шлях на шведському кораблі, який прямує до Європи. Цей обхід приводить Вана та Елладор до Першої світової війни; і Елладор психічно спустошена бійнею та жахами конфлікту.
Це нове темне знання відкриває освіту Елладор в природі світу, де домінують чоловіки, за межами Їїзем'я. Ван хвалить якість її інтелекту — хоча він регулярно виявляється збентеженим, коли проникливий розум Елладор досліджує логічні помилки та морально-етичні провали людського суспільства. Елладор прагне до детального розуміння світу, беручи інтерв'ю та вивчаючи істориків та інших експертів (при цьому зберігаючи в таємниці існування свого власного суспільства). Ван і Елладор вирушають у довгу подорож на шляху до будинку Вана в Сполучених Штатах; вони подорожують через Середземне море до Єгипту, а потім на схід через Персію та Індію, Китай і Японію. По дорозі Елладор вивчає різні звичаї культур, які вони відвідують.
У середині книги Ван і Елладор прибувають до Сан-Франциско, і Елладор починає вивчати американські умови. Ван змушений зіткнутися з багатьма недоліками та протиріччями американської культури та визнати їх завдяки терплячому, об'єктивному та невпинному дослідженню Елладора; у цьому процесі Гілман може виступати за власну феміністичну програму соціальних реформ. Ван повинен зіткнутися з тим фактом, що погляд Елладора на Америку руйнує його раніше «непорушне внутрішнє переконання в нашій вищості».
Роман завершується поверненням Елладор і Вана до Їїленда; вони поселяються там, і з часом Елладор народжує сина.

## Раса і релігія
Сучасні критики знайшли неприємні елементи в роботах Гілмен: заклопотаність євгенікою та евтаназією, плюс «расизм і нативізм», класові упередження та інші забобони. Деякі частини фільму З нею до Нашозем'я, особливо десята частина, стосуються цієї теми. У десятому розділі роману Елладор протистоїть соціологу з американського півдня, досліджує та викриває нелогічні расистські припущення його позицій. У цьому ж розділі в Нашозем'я також розглядається статус євреїв, що тоді називали «єврейською проблемою». Гілмен виступає за змішані шлюби та асиміляцію євреїв у сучасних суспільствах, у яких вони жили.